# 37349 Lynnaequick
37349 Lynnaequick este o planetă minoră (asteroid), cu un diametru de 6,987 km, din centura de asteroizi. A fost descoperită pe 17 septembrie 2001 la Stația Anderson Mesa de Lowell Observatory Near-Earth-Object Search și a fost numită după Lynnae C. Quick⁠(d). 
Obiectul prezintă o orbită caracterizată de o semiaxă mare de 2,6332033 UAi, o excentricitate de 0,14, o înclinație de 12,80704 ° în raport cu ecliptica.